# Andreas Søndergaard
Andreas Søndergaard (født 17. januar 2001) er en dansk målmand, der spiller i Hobro IK. Han har tidligere spillet for flere af de danske ungdomslandshold. 
Andreas Søndergaard begyndte sin karriere som ungdomsspiller i OB og blev derfra solgt til den engelske klub Wolverhampton, hvorfra han blev lånt ud til danske Randers FC i efterårssæsonen 2021, hvor han flere gange blev udtaget til førsteholdstruppen og fik en enkelt kamp; en pokalkamp mod Middelfart. 
Efter efterårssæsonen udløb lejemålet, og Søndergaard blev herefter udlejet til engelske Hereford FC i forårssæsonen 2022.  